# Jean Alexandre Vaillant
Pour les articles homonymes, voir Vaillant.
Jean Alexandre Vaillant, né à Paris le 28 octobre 1804 et mort le 18 mars 1886 à Paris 19e, est un enseignant, historien et linguiste franco-roumain. Il est connu pour son implication dans l'histoire de la Valachie, dans la renaissance culturelle roumaine et par son soutien à la révolution roumaine de 1848.

## Biographie
Nationaliste romantique et franc-maçon, il était un associé de Ion Heliade Rădulescu, Ion Câmpineanu, Mitică Filipescu, et Mihail Kogălniceanu.
Tuteur, puis enseignant au Collège national Saint-Sava à Bucarest durant les années 1830, Vaillant est suspecté de conspiration politique et est banni de Valachie.
En 1844, il publie La Roumanie, où il défend l'unification des Principautés du Danube ainsi que d'autres régions occupées par des Roumains.
Il est naturalisé à Bucarest en 1864. Il a écrit sous le nom de plume de « Lantival ».

## Œuvres
- Grammaire valaque à l'usage des Français, 1836.
- Grammaire roumaine à l'usage des Français, Boucarest, F. Walbaum, 1840, in-8°, II-115 p.
- Vocabulaire roumain-français et français-roumain, 1840.
- La Roumanie, ou Histoire, langue, littérature, orographie, statistique des peuples de la langue d'or, Ardialiens, Vallaques et Moldaves, résumés sur le nom de Romans, 1844.
- Les Romes, histoire vraie des vrais Bohémiens, Paris, E. Dentu, 1857, in-8°, 488 p. ; rééd.  J.-A. Vaillant, Pantin, les Textes essentiels, 1979.